# طيس كوبان
طيس كوبان (بالفارسية: طیس کوپان) هي منطقة سكنية تقع في البلدة المركزية في إيران. يقدر عدد سكانها بـ 1019 نسمة بحسب إحصاء 2016.